# Кућа Видановића у Црвеном Брегу
Кућа Видановића у Црвеном Брегу је заштићено културно добро у селу Црвени Брег, на територији општине Бела Паланка.
Према породичном предању, кућа Видановића сазидана је 1900. године. Налази се у уређеном дворишту са помоћним објектима и новијом кућом из 1924. године. 

## Опис
Кућа из 1900. године саграђена је на пад терена и има правоугаону основу. Делом се налази над подрумом и има темељ од ломљеног камена у блатном малтеру, док су зидови у бондручној констрикцији са испуном од плетери са блатним малтером. Кров над кућом је на четири свода. Посебну вредност кући дају лукови и тремови у приземљу и на спрату куће. Веровало се да број лукова приказује богатство власника.

## Заштита
Влада Србије усвојила је 25. августа 2023. одлуку о утврђивању куће Видановића у Црвеном Брегу за споменик културе.
Кућа је заштићена као културно добро III категорије и налази се у централном регистру под бројем СК 2281